# Bishop's Castle
Bishop's Castle är en stad och en civil parish i kommunen Shropshire i England. Orten har 1 893 invånare (2011).